# Jonathan Hill
Jonathan Hill, barón Hill de Oareford (Londres, 24 de julio 1960) es par de vida y político británico, perteneciente al partido Conservador. En la actual Comisión Juncker fue comisario europeo de Estabilidad Financiera, Servicios Financieros y Mercado de Capitales de la Unión.

## Biografía
Estudió Historia en el Trinity College de Cambridge y se graduó en máster de Artes (MA) Cantab).
En mayo de 2010 le fue concedido el título de forma vitalicia de Lord Hill of Oareford, de Oareford, Somerset. Hill fue Líder de la Cámara de los Lores y Canciller del Ducado de Lancaster entre 2013 y 2014. Anteriormente había ocupado el cargo de Subsecretario parlamentario de Estado para Escuelas (2010-2013), en el gobierno Liberal-Conservador de David Cameron.

### Comisario europeo (2014-2019)
Tras las elecciones europeas de mayo de 2014, el primer ministro Cameron postuló a Hill como Comisario del Reino Unido para la nueva Comisión europea.
El 10 de septiembre de 2014, Jean-Claude Juncker, nuevo presidente de la Comisión Europea, designó Lord Hill como eurocomisario de Estabilidad Financiera, Servicios Financieros y Mercado de Capitales de la Unión. Cargo del que finalmente tomó posesión, junto al resto de miembros del colegio de Comisarios, el 1 de noviembre de 2014.
El 25 de junio de 2016, un día después de conocerse los resultados del Referéndum sobre la permanencia del Reino Unido en la Unión Europea, Jonathan Hill presentó su dimisión como Comisario europeo de
Estabilidad Financiera, Servicios Financieros y Unión de los Mercados de Capital, que se hará efectiva el 15 de julio. Asumió su puesto el vicepresidente de la Comisión, Valdis Dombrovskis, también Comisario europeo para el Euro y el Diálogo Social.

## Distinciones honoríficas
- CBE (1995)
- Barón (2010)